# Чолина, Давид
Дави́д Чо́лина (хорв. David Čolina; родился 19 июля 2000 года, Загреб, Хорватия) — хорватский футболист, защитник немецкого клуба «Аугсбург», выступающий на правах аренды за клуб «Осиек».

## Клубная карьера
Чолина — воспитанник клубов «Хрватски Драговоляц» и загребкого «Динамо». Летом 2018 года Давид подписал контракт с французским «Монако», где для получения игровой практики выступал за дублирующий состав. В 2019 года Чолина вернулся на родину в сплитский «Хайдук», подписав контракт на 4 года. 28 июля в матче против «Вараждины» он дебютировал во чемпионате Хорватии.
14 января 2023 года перешёл в немецкий клуб «Аугсбург». 22 января 2023 года дебютировал в матче против «Боруссии» (Дортмунд) (3:4), выйдя на замену на 77-й минуте, и забил гол, сравняв счёт (3:3).
24 января 2024 года перешёл на правах аренды до конца сезона в датский клуб «Вайле».

## Международная карьера
В 2017 году в составе юношеской сборной Хорватии Чолина принял участие в домашнем молодёжном чемпионате Европы. На турнире он сыграл в матчах против команд Италии, Турции и Испании. В поединке против испанцев Давид забил гол.